# 西部聯盟 (KHL)
西部聯盟是大陸冰球聯賽（KHL）中用於劃分球隊的兩個聯盟之一。對應的是東部聯盟。包含博布羅夫分區和塔拉索夫分區。